# Villar-en-Val
Villar-en-Val település Franciaországban, Aude megyében. Lakosainak száma 23 fő (2022. január 1.). Villar-en-Val Clermont-sur-Lauquet, Fajac-en-Val, Greffeil, Labastide-en-Val és Ladern-sur-Lauquet községekkel határos.

## Népesség
A település népessége az elmúlt években az alábbi módon változott:
| Lakosok száma | 29   | 26   | 25   | 33   | 28   | 27   | 26   | 24   | 24   | 23   |
|               | 1968 | 1982 | 1990 | 2006 | 2013 | 2015 | 2017 | 2019 | 2020 | 2022 |